# هولگر لوون آدلر
هولگر لوون آدلر (انگلیسی: Holger Löwenadler; ۱ آوریل ۱۹۰۴ – ۱۸ ژوئن ۱۹۷۷) بازیگر اهل سوئد بود. وی بین سال‌های ۱۹۳۲ تا ۱۹۷۷ میلادی فعالیت می‌کرد.
از فیلم‌هایی که وی در آن نقش داشته‌است، می‌توان به کشتی به هند، لاکومب، لوسین، من کنجکاوم، کلمه، قاضی و ایریس و ستوان اشاره کرد.